# Golaten

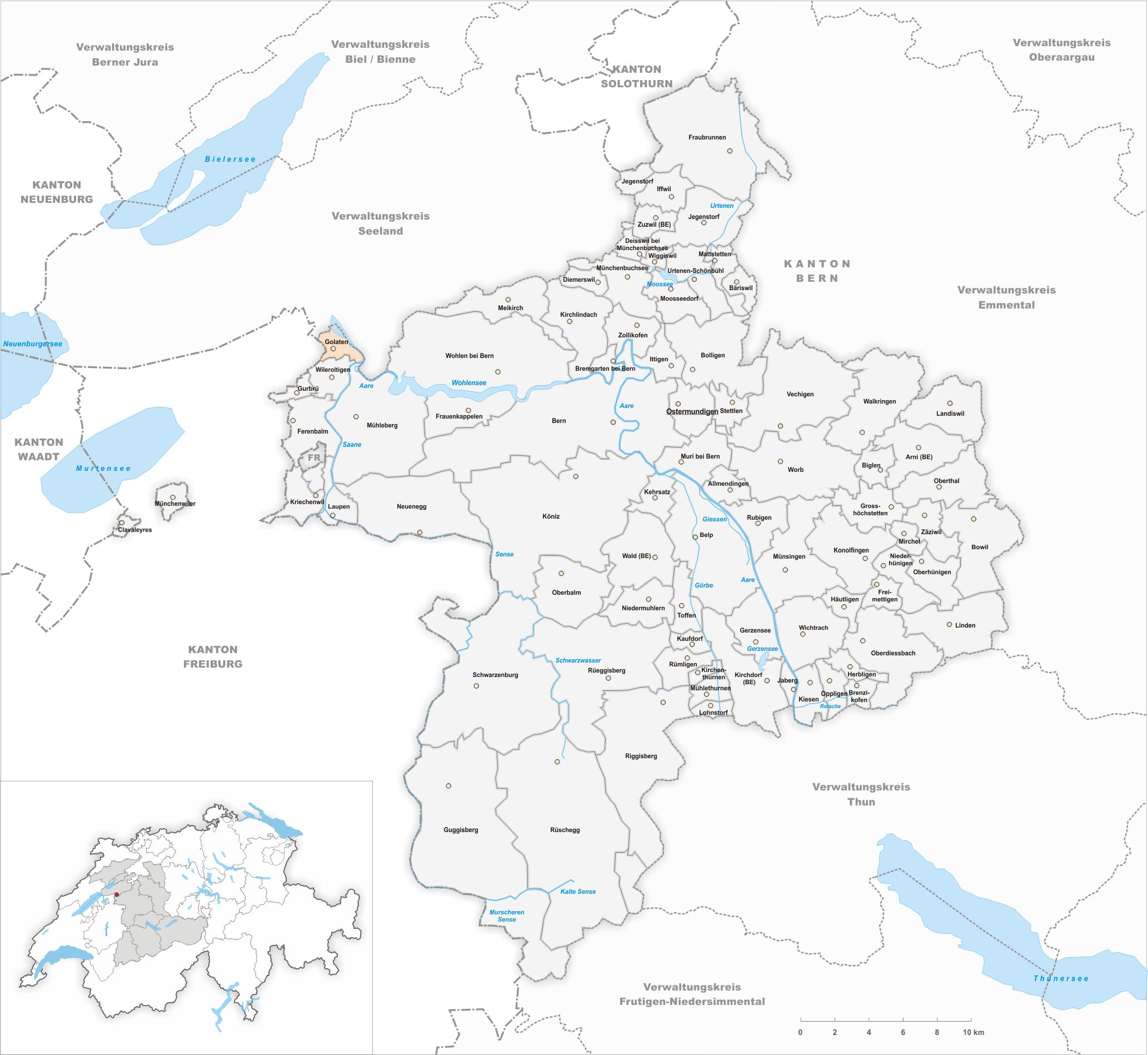
Gemeindestand vor der Fusion am 1. Januar 2019

Golaten ist eine Ortschaft in der politischen Gemeinde Kallnach im Verwaltungskreis Seeland des Kantons Bern in der Schweiz. Bis zum 31. Dezember 2018 war Golaten eine eigene politische Gemeinde des Verwaltungskreis Bern-Mittelland. Am 1. Januar 2019 fusionierte sie mit der Gemeinde Kallnach.
Unter dem Namen Golaten existiert auch eine Burgergemeinde.

## Geographie
Golaten liegt im Schweizer Mittelland am Stausee Niederried, einem wertvollen Gebiet für Wasservögel. Es sind zwei Ortsteile auszumachen, Golaten und Lachen. An der südöstlichen Grenze der Ortschaft fliessen Aare und Saane zusammen.

## Geschichte

Luftbild von Oberruntigen und Golaten von Walter Mittelholzer (1925)

Der Ort wurde erstmals um 988 als Gulada erwähnt, dann 1277 mit der Namensform Golatun.

### Flugzeugabsturz «Avro Lancaster» 15. März 1944
Eine britische Avro Lancaster mit dem Kennzeichen W4355 startete um 19:15 Uhr mit sieben Mann Besatzung in Mildenhall zu einem Angriff auf Stuttgart. Östlich von Vesoul wurde der Bomber von einer deutschen Messerschmitt Bf 110 beschossen und getroffen. Der Besatzung gelang es, die schwer beschädigte Maschine über die Schweiz zu manövrieren. Alle Crewmitglieder konnten das Flugzeug mit dem Fallschirm verlassen und wurden in der Schweiz interniert. Das Flugzeug stürzte um 23:15 Uhr im Bereich Hinderfeld, nur etwa 50 Meter von einem Haus entfernt, in ein Feld.

## Politik
Die Gemeinderäte von Golaten konnten, so keine Freiwilligen vorhanden waren, per Amtszwang gewählt werden. Wer so gewählt wurde, konnte frühestens zwei Jahre nach Amtsantritt zurücktreten.
Die Wähleranteile der Parteien anlässlich der Nationalratswahlen 2015 betrugen: SVP 55,5 %, BDP 16,1 %, FDP 7,9 %, GPS 5,3 %, EDU 3,2 %, EVP 2,9 %, glp 2,9 %, SD 1,6 %, SP 1,4 %.

## Verkehr
Durch eine regelmässige Busverbindung hat das Dorf von Montag bis Freitag Anschluss an die Züge, die von Kerzers in vier Richtungen verkehren (Stand Dezember 2024).
Für den Strassenverkehr liegt das Dorf etwas abseits, da es im Osten durch den Stausee und die Aare begrenzt ist und keine grössere Brücke darüber führt.

## Bilder

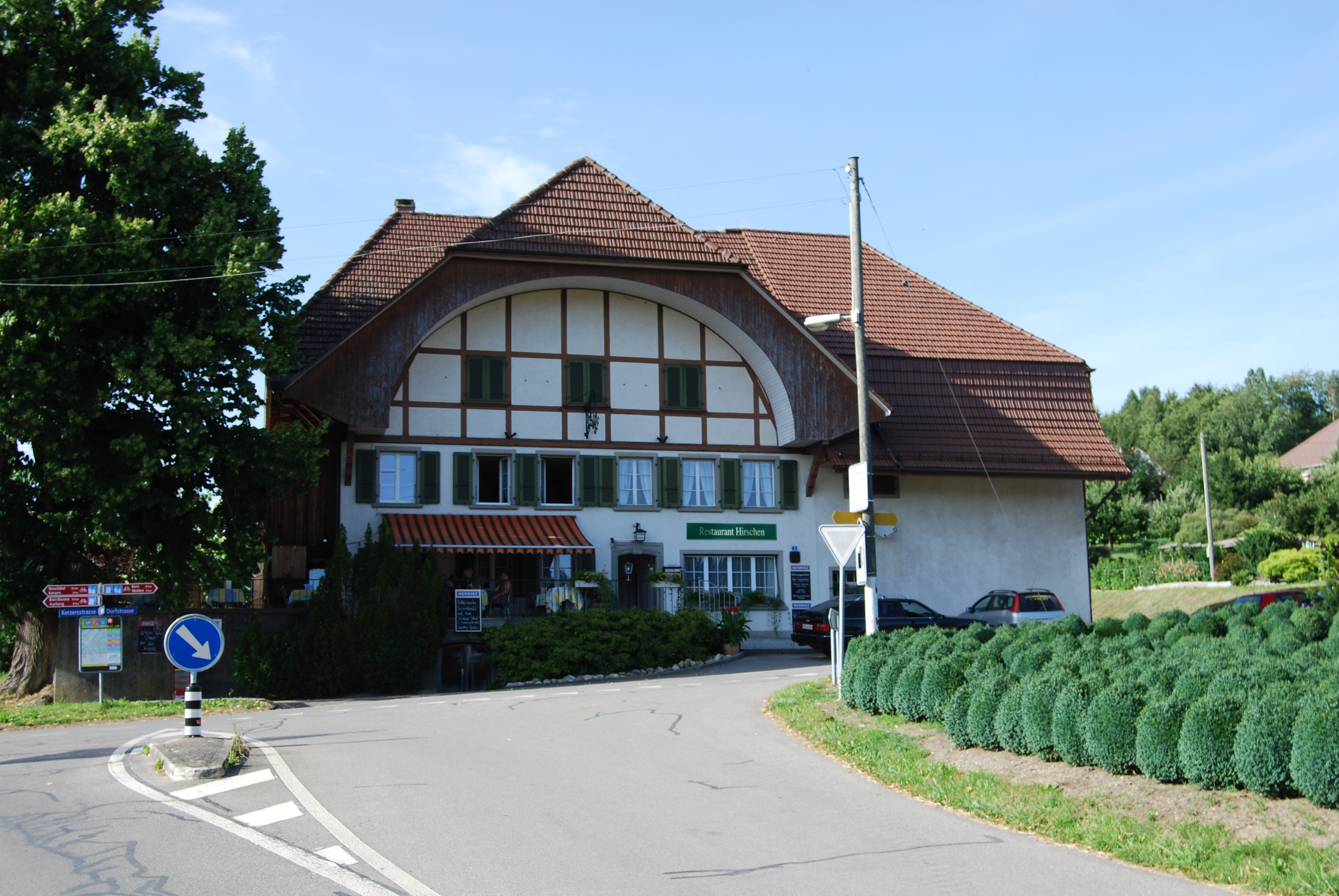
Restaurant «Hirschen»
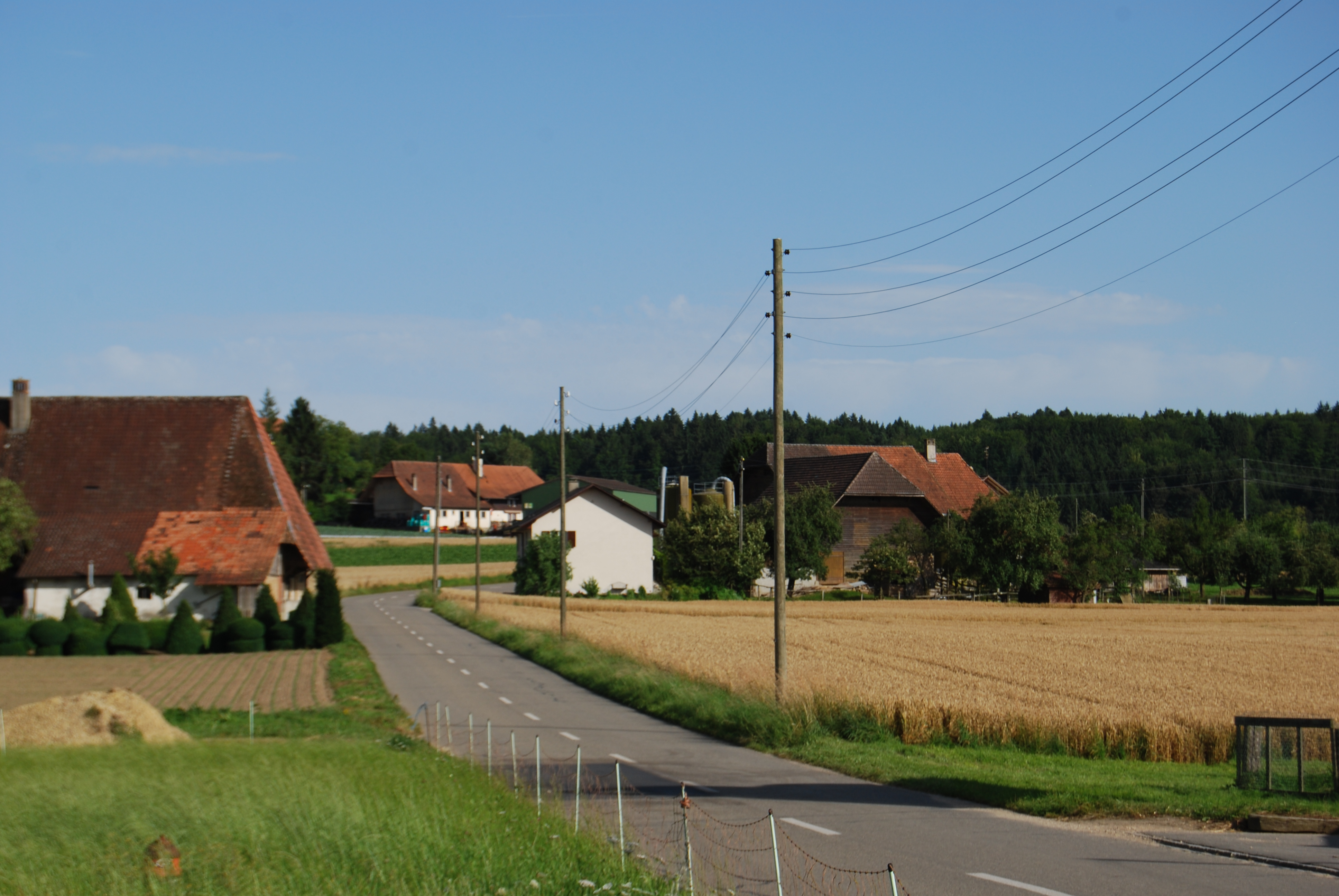
Bauernhäuser in Golaten
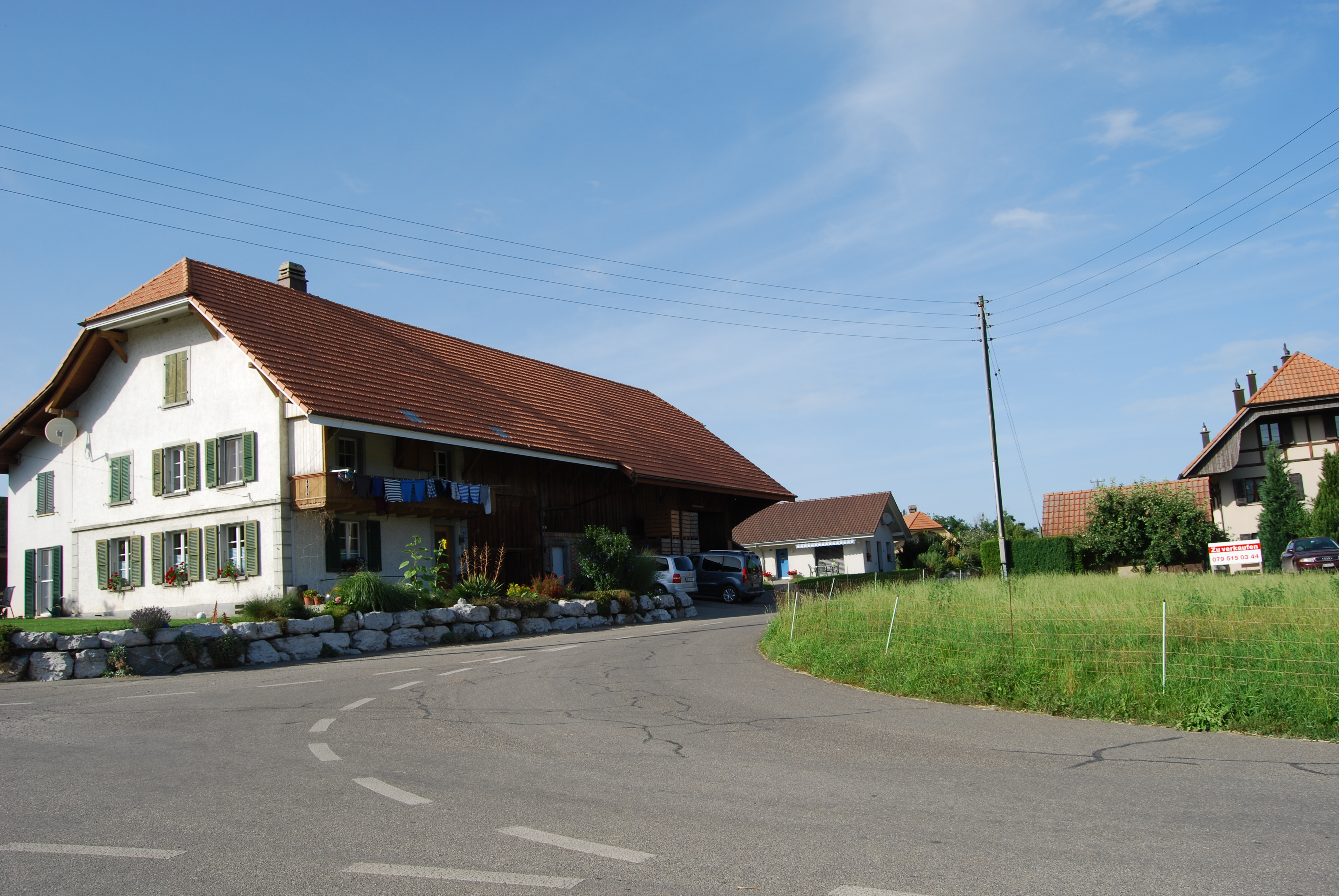
Ortszentrum